# Líderes de vendas de semicondutores por ano

## Ranking em 2011
Fonte:
| Posição | Nome da empresa     | Faturamento em bilhões de dólares | País de origem | Paticipação no mercado |
| ------- | ------------------- | --------------------------------- | -------------- | ---------------------- |
| 1       | Intel               | 49,685                            | Estados Unidos | 15,9%                  |
| 2       | Samsung Electronics | 29,242                            | Coreia do Sul  | 9,3%                   |
| 3       | Texas Instruments   | 14,081                            | Estados Unidos | 4,5%                   |
| 4       | Toshiba             | 13,362                            | Japão          | 4,3%                   |
| 5       | Renesas Technology  | 11,153                            | Japão          | 3,6%                   |
| 6       | Qualcomm            | 10,080                            | Estados Unidos | 3,2%                   |
| 7       | STMicroelectronics  | 9,792                             | Itália         | 3,1%                   |
| 8       | Hynix               | 8,911                             | Coreia do Sul  | 2,8%                   |
| 9       | Micron Technology   | 7,344                             | Estados Unidos | 2,3%                   |
| 10      | Broadcom            | 7,153                             | Estados Unidos | 2,3%                   |